# Athlétisme aux Jeux asiatiques de 1998
Navigation
Édition précédente Édition suivante
Les compétitions d'athlétisme aux Jeux asiatiques de 1998 se sont déroulés près de Bangkok, en Thaïlande, dans le stade Thammasat.

## Résultats

### Hommes
| Event | Or                                                           | Or              | Argent                                                                          | Argent          | Bronze                                                                                   | Bronze          |
| --- | ------------------------------------------------------------ | --------------- | ------------------------------------------------------------------------------- | --------------- | ---------------------------------------------------------------------------------------- | --------------- |
| 100 m (Vent : +1,6 m/s) | Kōji Itō Japon                                               | 10 s 05         | Seeharwong Reanchai Thaïlande                                                   | 10 s 31         | Yasukatsu Otsuki Japon                                                                   | 10 s 31         |
| 200 m (Vent : -0,4 m/s) | Kōji Itō Japon                                               | 20 s 25         | Han Chaoming Chine                                                              | 20 s 70         | Sugath Tillakaratne Sri Lanka                                                            | 20 s 83         |
| 400 m | Sugath Tillakaratne Sri Lanka                                | 44 s 99         | Ibrahim Ismail Muftah Qatar                                                     | 45 s 32         | Paramjeet Singh Inde                                                                     | 45 s 93         |
| 800 m | Lee Jin-il Corée du Sud                                      | 1 min 46 s 56   | Kim Soon-hyung Corée du Sud                                                     | 1 min 46 s 61   | Abdulrahman Hassan Qatar                                                                 | 1 min 47 s 10   |
| 1500 m | Mohamed Suleiman Qatar                                       | 3 min 40 s 03   | Kim Soon-hyung Corée du Sud                                                     | 3 min 40 s 56   | Bahadur Prasad Inde                                                                      | 3 min 41 s 48   |
| 5000 m | Mohamed Suleiman Qatar                                       | 13 min 55 s 79  | Ahmed Ibrahim Warsama Qatar                                                     | 13 min 56 s 65  | Baek Seung-do Corée du Sud                                                               | 13 min 57 s 11  |
| 10 000 m | Kenji Takao Japon                                            | 28 min 45 s 66  | Ahmed Ibrahim Warsama Qatar                                                     | 28 min 46 s 55  | Gulab Chand Inde                                                                         | 29 min 10 s 53  |
| Marathon | Lee Bong-ju Corée du Sud                                     | 2 h 12 min 32 s | Akira Manai Japon                                                               | 2 h 13 min 25 s | Kim Jung-Won Corée du Nord                                                               | 2 h 16 min 30 s |
| 3000 m steeple | Yasunori Uchitomi Japon                                      | 8 min 41 s 00   | Hamid Sajjadi Iran                                                              | 8 min 42 s 53   | Jafar Babakhani Iran                                                                     | 8 min 55 s 04   |
| 110 m haies (Vent : -0,1 m/s) | Chen Yanhao Chine                                            | 13 s 65         | Andrey Sklyarenko Kazakhstan                                                    | 13 s 86         | Hamed al-Dosari Qatar                                                                    | 13 s 99         |
| 400 m haies | Hideaki Kawamura Japon                                       | 49 s 59         | Yoshihiko Saito Japon                                                           | 49 s 94         | Chen Tien-Wen Taïpei chinois                                                             | 50 s 46         |
| 20 km marche | Yu Guohui Chine                                              | 1 h 20 min 25   | Valeriy Borisov Kazakhstan                                                      | 1 h 23 min 52   | Li Zewen Chine                                                                           | 1 h 24 min 41   |
| 50 km marche | Wang Yinhang Chine                                           | 3 h 59 min 26   | Sergey Korepanov Kazakhstan                                                     | 3 h 59 min 27   | Fumio Imamura Japon                                                                      | 4 h 06 min 59   |
| 4 × 100 m | Japon Yasukatsu Otsuki Shin Kubota Hiroyasu Tsuchie Kōji Itō | 38 s 91         | Thaïlande Niti Piyapan Vissanu Sophanich Worasit Vachaprutti Reanchai Srihawong | 39 s 17         | Oman Hamoud Al-Dalhami Mohamed Al-Houti Jihad Abdullah Al-Sheikh Ahmad Al-Moamari Bashir | 40 s 26         |
| 4 × 400 m | Japon Jun Osakada Kenji Tabata Masayoshi Kan Shunji Karube   | 3 min 1 s 70    | Inde Lijo David Thottan Purukottam Ramachandran Jata Shankar Paramjeet Singh    | 3 min 2 s 62    | Corée du Sud Kim Jae-da Kim Yong-hwan Kim Ho Shon Ju-il                                  | 3 min 5 s 72    |
| Saut en hauteur | Lee Jin-taek Corée du Sud                                    | 2,27 m          | Zhou Zhongge Chine                                                              | 2,23 m          | Shigeki Toyoshima Japon Loo Kum-zee Malaysia                                             | 2,19 m          |
| Saut à la perche | Igor Potapovich Kazakhstan                                   | 5,55 m          | Kim Chul-kyun Corée du Sud                                                      | 5,40 m          | Fumiaki Kobayashi Japon                                                                  | 5,20 m          |
| Saut en longueur | Masaki Morinaga Japon                                        | 8,10 m          | Liu Hongning Chine                                                              | 8,05 m          | Abdulrahman al-Nubi Qatar                                                                | 7,99 m          |
| Triple saut | Sergey Arzamasov Kazakhstan                                  | 17,00 m         | Duan Qifeng Chine                                                               | 16,98 m         | Nattaporn Namkanha Thaïlande                                                             | 16,42 m         |
| Lancer du poids | Liu Hao Chine                                                | 19,20 m         | Shakti Singh Inde                                                               | 18,81 m         | Sergey Rubtsov Kazakhstan                                                                | 18,79 m         |
| Lancer du disque | Li Shaojie Chine                                             | 64,58 m         | Anil Kumar Inde                                                                 | 58,43 m         | Zhang Cunbiao Chine                                                                      | 57,28 m         |
| Lancer du marteau | Koji Murofushi Japon                                         | 78,57 m         | Andrey Abduvaliyev Ouzbékistan                                                  | 77,14 m         | Nikolay Davydov Kirghizistan                                                             | 68,10 m         |
| Lancer du javelot | Sergey Voynov Ouzbékistan                                    | 79,70 m         | Zhang Lianbiao Chine                                                            | 78,58 m         | Li Rongxiang Chine                                                                       | 78,57 m         |
| Décathlon | Oleg Veretelnikov Ouzbékistan                                | 8 278 pts       | Ramil Ganiyev Ouzbékistan                                                       | 7 857 pts       | Toru Yasui Japon                                                                         | 7 612 pts       |
| Records et Performances - AR : Record continental (area record) - CR : Record des championnats (championship record) - MR : Record du meeting (meet record) - NR : Record national (national record) - OR : Record olympique (olympic record) - PR : Record paralympique (paralympic record) - PB : Record personnel (personal best) - SB : Meilleure performance personnelle de la saison (season's best) - WL : Meilleure performance mondiale de l'année (world leader) - WJR : Record du monde junior (world junior record) - WR : Record du monde (world record) Circonstances et Conditions - DNF : N'a pas terminé (did not finish) - DNS : N'a pas pris le départ (did not start) - DQ : Disqualification (disqualification) - NM : Aucun essai valable enregistré (No Mark) - Q : Qualifié « directement » au prochain tour (ou à la prochaine compétition), lors d'une compétition majeure, grâce au classement ou à la réalisation des minima (automatic qualifier) - q : Qualifié au prochain tour (ou à la prochaine compétition), lors d'une compétition majeure, grâce au repêchage ou à la réalisation de l'une des meilleures performances parmi celles des « non qualifiés directement » (grâce au meilleur temps ou à la meilleure distance par exemple) (secondary qualifier) |                                                              |                 |                                                                                 |                 |                                                                                          |                 |

### Femmes
| Event | Or                                                       | Or              | Argent                                                                               | Argent          | Bronze                                                                                  | Bronze          |
| --- | -------------------------------------------------------- | --------------- | ------------------------------------------------------------------------------------ | --------------- | --------------------------------------------------------------------------------------- | --------------- |
| 100 m (Vent : +2,3 m/s) | Li Xuemei Chine                                          | w 11 s 05       | Li Yali Chine                                                                        | w 11 s 36       | Rachita Mistry Inde                                                                     | w 11 s 41       |
| 200 m (Vent : +0,1 m/s) | Damayanthi Dharsha Sri Lanka                             | 22 s 48         | Li Xuemei Chine                                                                      | 22 s 53         | Yan Jiankui Chine                                                                       | 23 s 15         |
| 400 m | Damayanthi Dharsha Sri Lanka                             | 51 s 57         | Chen Yuxiang Chine                                                                   | 52 s 50         | Svetlana Bodritskaya Kazakhstan                                                         | 53 s 00         |
| 800 m | Jyotirmoyee Sikdar Inde                                  | 2 min 01 s 00   | Rosa Kutty Inde                                                                      | 2 min 03 s 34   | Wang Yuanping Chine                                                                     | 2 min 04 s 45   |
| 1500 m | Jyotirmoyee Sikdar Inde                                  | 4 min 12 s 82   | Wang Qingfen Chine                                                                   | 4 min 13 s 19   | Sunita Rani Inde                                                                        | 4 min 13 s 66   |
| 5000 m | Supriyati Sutono Indonésie                               | 15 min 54 s 45  | Sunita Rani Inde                                                                     | 15 min 54 s 47  | Michiko Shimizu Japon                                                                   | 15 min 55 s 36  |
| 10 000 m | Yuko Kawakami Japon                                      | 32 min 01 s 25  | Zheng Guixia Chine                                                                   | 32 min 18 s 81  | Chiemi Takahashi Japon                                                                  | 32 min 20 s 68  |
| Marathon | Naoko Takahashi Japon                                    | 2 h 21 min 47 s | Kim Chang-Ok Corée du Nord                                                           | 2 h 34 min 55 s | Tomoko Kai Japon                                                                        | 2 h 35 min 01 s |
| 100 m haies (Vent : -0,6 m/s) | Olga Shishigina Kazakhstan                               | 12 s 63         | Liu Jing Chine                                                                       | 12 s 89         | Sriyani Kulawansa Sri Lanka                                                             | 13 s 08         |
| 400 m haies | Natalya Torshina Kazakhstan                              | 55 s 33         | Hsu Pei-Ching Taïpei chinois                                                         | 55 s 71 NR      | Li Yulian Chine                                                                         | 55 s 93         |
| 10 000 m marche | Liu Hongyu Chine                                         | 43 min 57 s 28  | Rie Mitsumori Japon                                                                  | 44 min 29 s 82  | Svetlana Tolstaya Kazakhstan                                                            | 45 min 29 s 95  |
| 4 × 100 m | Chine Liang Yi Yan Jiankui Li Yali Li Xuemei             | 43 s 36         | Ouzbékistan Elena Kviatkovskaya Guzel Khubbieva Lyudmila Dmitriadi Lyubov Perepelova | 44 s 38         | Thaïlande Savitree Srichure Khawpeag Supavadee Rawadee Wattanasin Wongtiprat Natthaporn | 44 s 68         |
| 4 × 400 m | Chine Zhang Henghua Zhang Hengyun Li Yulian Chen Yuxiang | 3 min 32 s 03   | Inde Jincey Philips Jyotirmoyee Sikdar Rosa Kutty K. M. Beenamol                     | 3 min 32 s 20   | Kazakhstan Svetlana Badrankova Natalya Torshina Svetlana Kazanina Svetlana Bodritskaya  | 3 min 37 s 16   |
| Saut en hauteur | Yoko Ota Japon                                           | 1,88 m          | Jin Ling Chine                                                                       | 1,88 m          | Anna Chertrova Kirghizistan                                                             | 1,84 m          |
| Saut à la perche | Cai Weiyan Chine                                         | 4,00 m          | Masumi Ono Japon                                                                     | 4,00 m          | Sun Caiyun Chine                                                                        | 4,00 m          |
| Saut en longueur | Guan Yingnan Chine                                       | 6,89 m          | Yu Yiqun Chine                                                                       | 6,77 m          | Yelena Pershina Kazakhstan                                                              | 6,55 m          |
| Triple saut | Ren Ruiping Chine                                        | 14,27 m         | Wu Lingmei Chine                                                                     | 14,25 m         | Viktoriya Brigadnaya Turkménistan                                                       | 13,66 m         |
| Lancer du poids | Li Meisu Chine                                           | 18,96 m         | Cheng Xiaoyan Chine                                                                  | 18,55 m         | Juthaporn Krasaeyan Thaïlande                                                           | 18,24 m NR      |
| Lancer du disque | Luan Zhili Chine                                         | 63,43 m         | Liu Fengying Chine                                                                   | 59,34 m         | Neelam Jaswant Singh Inde                                                               | 55,09 m         |
| Lancer du javelot | Lee Young-Sun Corée du Sud                               | 62,09 m         | Liang Lili Chine                                                                     | 60,11 m         | Gurmeet Kaur Inde                                                                       | 59,00 m         |
| Heptathlon | Shen Shengfei Chine                                      | 5 817 pts       | Svetlana Kazanina Kazakhstan                                                         | 5 775 pts       | Ma Chun-Ping Taïpei chinois                                                             | 5 659 pts       |
| Records et Performances - AR : Record continental (area record) - CR : Record des championnats (championship record) - MR : Record du meeting (meet record) - NR : Record national (national record) - OR : Record olympique (olympic record) - PR : Record paralympique (paralympic record) - PB : Record personnel (personal best) - SB : Meilleure performance personnelle de la saison (season's best) - WL : Meilleure performance mondiale de l'année (world leader) - WJR : Record du monde junior (world junior record) - WR : Record du monde (world record) Circonstances et Conditions - DNF : N'a pas terminé (did not finish) - DNS : N'a pas pris le départ (did not start) - DQ : Disqualification (disqualification) - NM : Aucun essai valable enregistré (No Mark) - Q : Qualifié « directement » au prochain tour (ou à la prochaine compétition), lors d'une compétition majeure, grâce au classement ou à la réalisation des minima (automatic qualifier) - q : Qualifié au prochain tour (ou à la prochaine compétition), lors d'une compétition majeure, grâce au repêchage ou à la réalisation de l'une des meilleures performances parmi celles des « non qualifiés directement » (grâce au meilleur temps ou à la meilleure distance par exemple) (secondary qualifier) |                                                          |                 |                                                                                      |                 |                                                                                         |                 |

## Tableau des médailles
| Rang | Nation         | Or | Argent | Bronze | Total |
| ---- | -------------- | -- | ------ | ------ | ----- |
| 1    | Chine          | 15 | 17     | 7      | 39    |
| 2    | Japon          | 12 | 4      | 8      | 24    |
| 3    | Kazakhstan     | 4  | 4      | 5      | 13    |
| 4    | Corée du Sud   | 4  | 3      | 2      | 9     |
| 5    | Sri Lanka      | 3  | 0      | 2      | 5     |
| 6    | Inde           | 2  | 5      | 7      | 14    |
| 7    | Qatar          | 2  | 3      | 3      | 8     |
| 8    | Ouzbékistan    | 2  | 3      | 0      | 5     |
| 9    | Indonésie      | 1  | 1      | 0      | 2     |
| 10   | Thaïlande      | 0  | 2      | 3      | 5     |
| 11   | Taïpei chinois | 0  | 1      | 2      | 3     |
| 12   | Iran           | 0  | 1      | 1      | 2     |
| 12   | Corée du Nord  | 0  | 1      | 1      | 2     |
| 14   | Kirghizistan   | 0  | 0      | 2      | 2     |
| 15   | Turkménistan   | 0  | 0      | 1      | 1     |
| 15   | Oman           | 0  | 0      | 1      | 1     |